# Flodoard
Flodoard av Reims, född 894, död 966, var en frankisk historieskrivare.
Flodoard var arkivarie vid katedralen i Reims och hade tidvis stort inflytande över ärkebiskopsdömets styrelse. Han är främst känd genom två stora historiska arbeten av stor betydelse för tidens historia. Det främsta är Historia Remensis ecclesiae som delvis bygger på diplommaterial och behandlar ärkebiskopsdömets historia från grundläggningen till 961. Sin egen samtids händelser mellan åren 919 och 966 skildrade han i annalform (Annales). Han arbeten utgavs i tre band av M. Lejeune 1854–1855.